# Scopesis frontator
Scopesis frontator là một loài tò vò trong họ Ichneumonidae.